# Gasfornuis

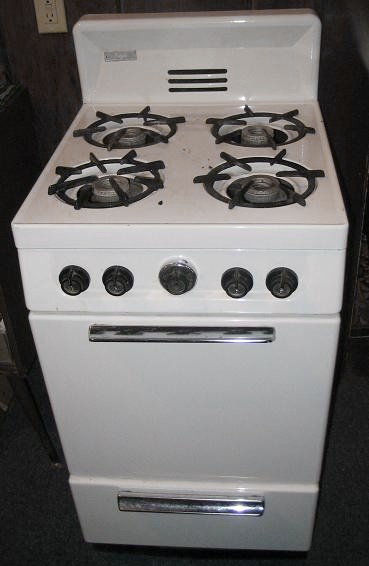
Veel gasfornuizen gebruiken aardgas als warmtebron.

Een gasfornuis is een apparaat dat wordt gebruikt om te koken. Een gasfornuis bevat zowel branders om pannen op te zetten (een kookplaat) als een oven. Een gasfornuis wordt los geplaatst in een keuken.
Als brandstof wordt een gas gebruikt, zoals aardgas, propaan of butaan. De eerste gasovens werden ontwikkeld in de jaren 1820.
Boven het fornuis wordt veelal een afzuigkap gebruikt om de kookdampen en verbrandingsgassen af te voeren.
Er worden ook hybride apparaten gemaakt, een fornuis met gasbranders bovenop en een elektrische oven.

## Geschiedenis
Voor de komst van gasvormige brandstoffen werden fornuizen gebruikt op basis van vaste brandstoffen. Er bestonden kolenfornuizen en houtfornuizen.
De eerste gasoven werd getest in 1802 door Zachaus Winzler, maar dit bleef beperkt tot een enkel experiment. James Sharp uit Northampton vroeg in 1826 patent aan voor een gasfornuis en opende in 1836 een fabriek. Zijn uitvinding werd twee jaar later vermarkt door de firma Smith & Philips. De toen nieuwe kooktechniek had als voordeel dat de mate van warmte regelbaar was en dat de warmtebron het kon worden uitgezet als die niet meer nodig was. Op de Wereldtentoonstelling van 1851 in Londen werd een gasfornuis getoond

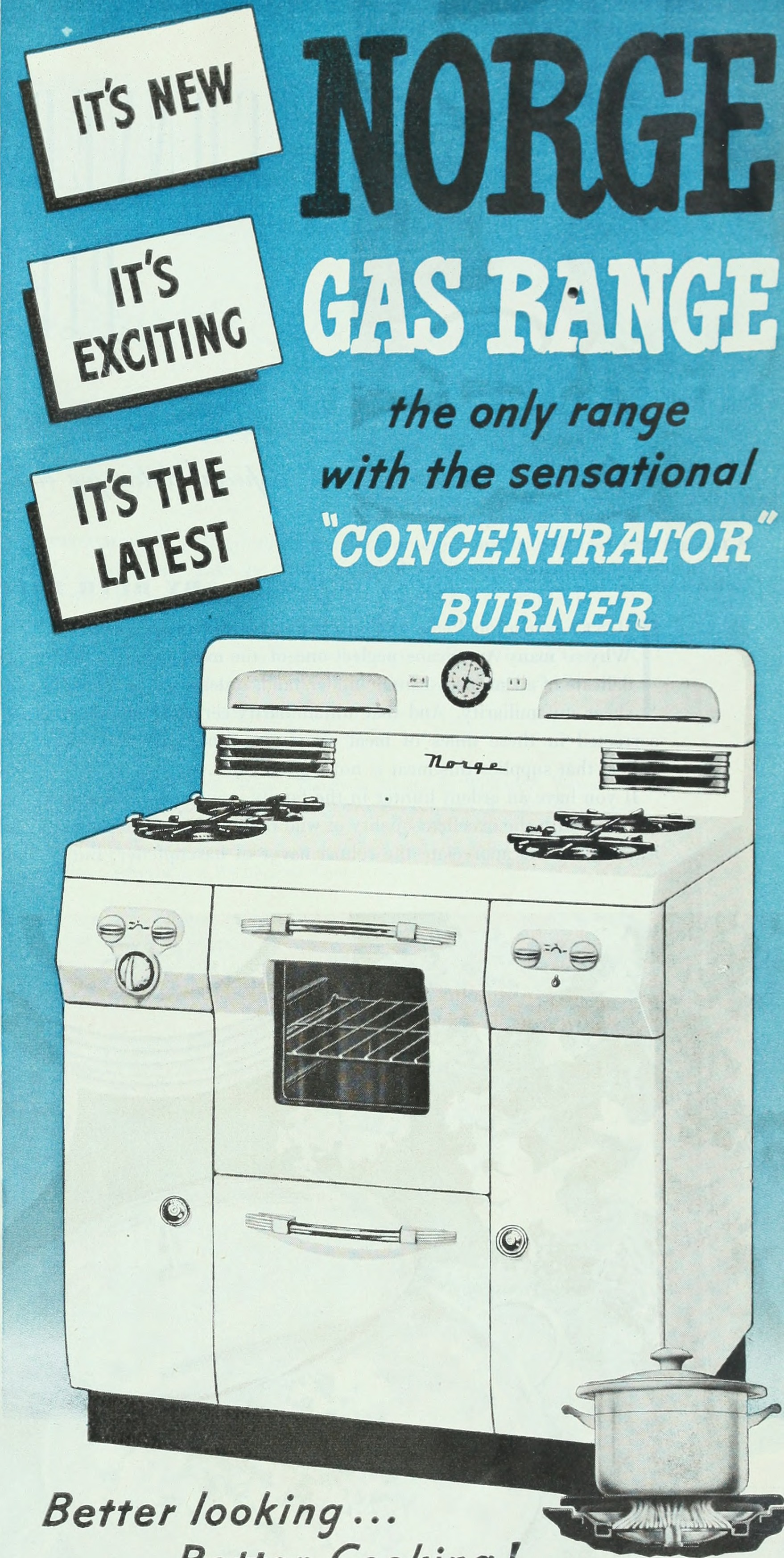
Reclame voor een gasfornuis uit 1948

De gasoven werd echter pas een commercieel succes in de jaren 1880. Op dat moment was een groot en betrouwbaar gasnetwerk in het Engeland aangelegd, met name in de grotere steden. Aan het begin van de twintigste eeuw werden gasfornuizen gemeengoed op het Europese continent en in de Verenigde Staten. Gas was relatief goedkoop en efficiënt voor gebruik in woningen.
Gasfornuizen werden nog makkelijker in gebruik vanaf het moment dat oven werd geïntegreerd onder de kookplaat, en toen ook de afmetingen werden verminderd, zodat ze beter pasten bij het meubilair van een keuken. Rond de jaren 1910 begonnen fabrikanten email te gebruiken onder de gasbranders, waardoor de fornuizen beter schoon te maken werden.
In Nederland werd oorspronkelijk vaak stadsgas gebruikt voor gasfornuizen. Dat gas bestond voor een deel uit koolmonoxide. Koolmonoxide is gevaarlijk als het niet verbrandt en vrijkomt. De ovens konden die tijd dan ook gebruikt worden om zelfmoord te plegen, door het hoofd in de oven te steken en de gastoevoer aan te doen. Met de overgang naar aardgas was dat niet meer mogelijk. Nadat in Nederland in 1959 in Slochteren een grote gasbel was gevonden, werd het stadsgas hierdoor vervangen. Omdat aardgas een twee maal zo hoge calorische waarde heeft als stadsgas, was het nodig om de gastoestellen om te bouwen.
Vanaf het ontstaan van de inbouwkeukens werden gasfornuizen, die los stonden, minder toegepast. In plaats daarvan werd een inbouwkookplaat toegepast, en een losse, veelal elektrische oven. Er bestaan aan het begin van de eenentwintigste eeuw nog liefhebbers van een vrijstaand gasfornuis.
Alternatieven voor de kookplaten zijn elektrische systemen, zoals de elektrische kookplaat, keramische kookplaat en de inductiekookplaat.

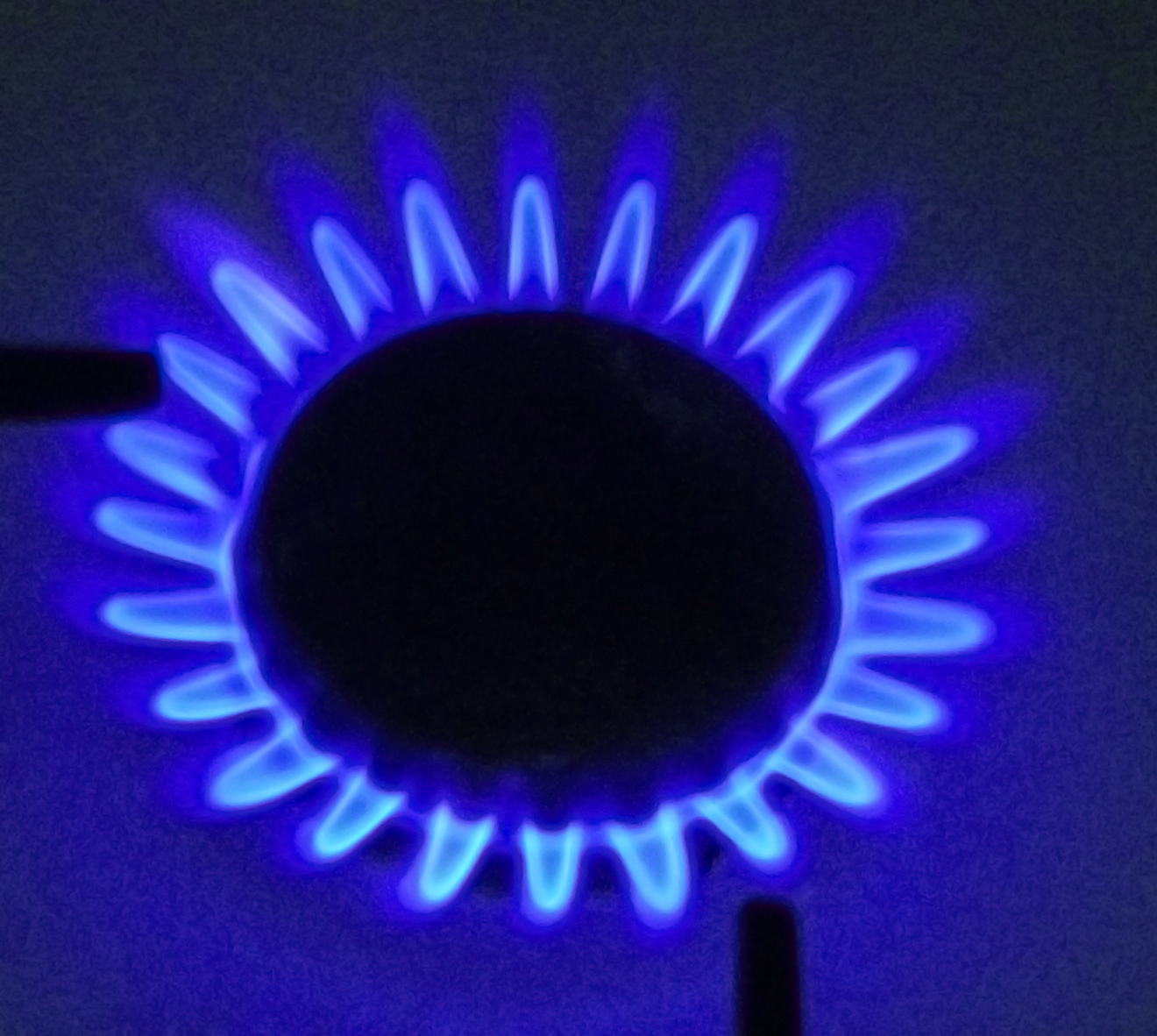
Een brander van een gasfornuis.

## Aansteken

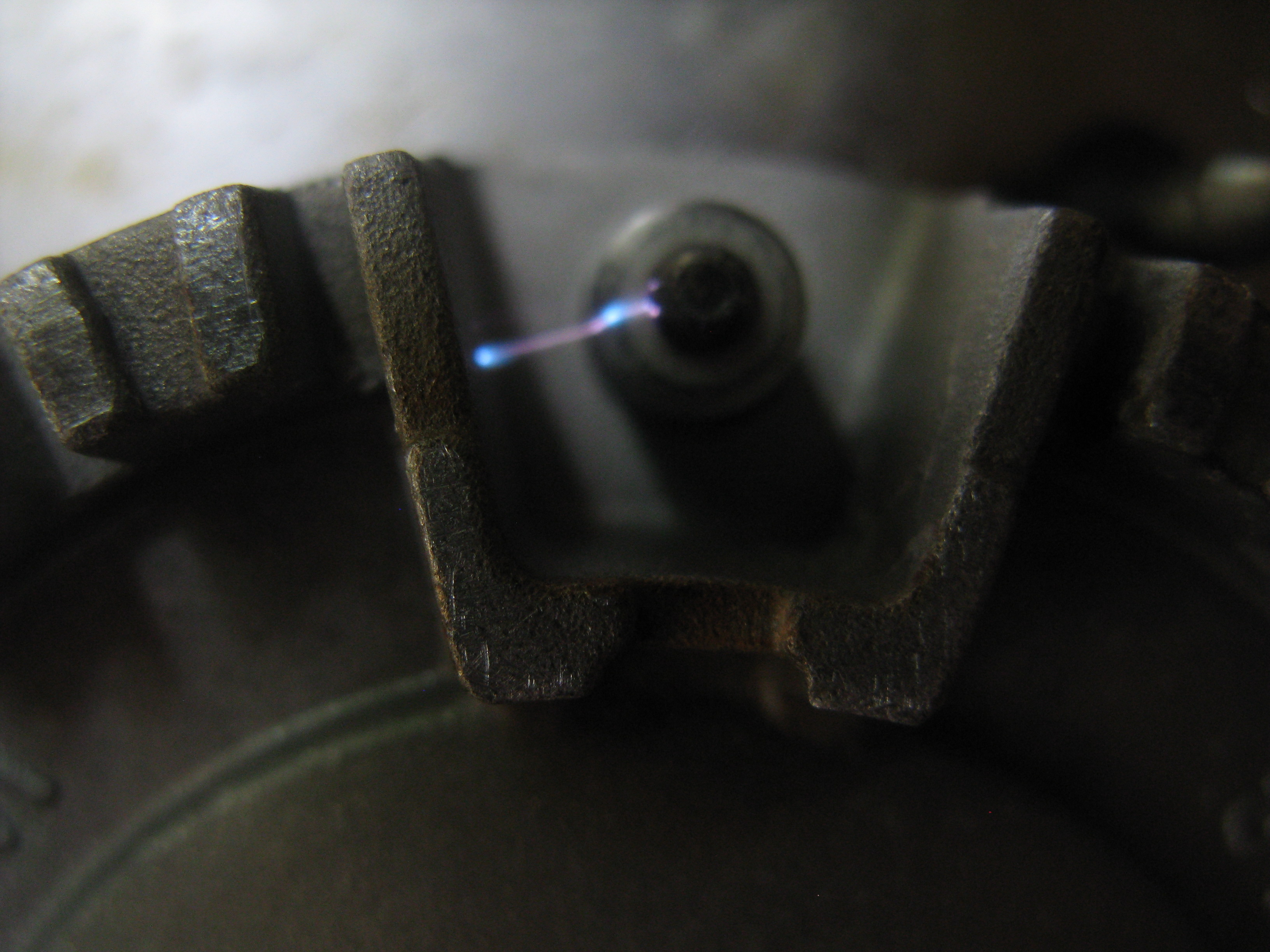
Vonk om het gas bij de brander aan te steken

Het aansteken van het gas kan worden gedaan met behulp van een brandende lucifer of aansteker.

### Aansteken van de gasbranders
Er werden twee alternatieve methodes ontwikkeld om de branders op het fornuis aan te steken, middels een waakvlam of een elektrisch systeem met een vonk.
De waakvlam is geplaatst in het midden van de kookplaat, tussen de voorste en achterste branders. Van de waakvlam lopen smalle pijpjes naar de branders. Als het gas wordt opengedraaid, komt de hitte via het pijpje naar het uitstromende gas, zodat het ontvlamt. Een systeem met een waakvlam is eenvoudig en heeft als voordeel dat het gasfornuis niet afhankelijk is van een andere energiebron. Een nadeel van een waakvlam is echter dat constant gas wordt gebruikt.
Modernere fornuizen hebben een elektronische vonkaansteker. Daarvoor is een aansluiting op het elektriciteitsnet nodig. Soms heeft het fornuis een aparte knop, waardoor er bij alle branders een vonk ontstaat, soms wordt de vonk geactiveerd door een speciale stand van de knop waarmee het gas bij een individuele brander wordt opengedraaid. Er bestaan ook gasfornuizen met een automatische vonkontsteking.

### Aansteken van de gasoven
De oven moest bij fornuizen met een waakvlam nog steeds worden aangestoken met een lucifer. Als iemand bij ongeluk de oven aanzette zonder het gas aan te steken kon dat tot een explosie leiden. Om dit soort ongelukken te voorkomen ontwikkelden fabrikanten een veiligheidsklep, die werkt op basis van een thermokoppel. Het thermokoppel stuurt als de temperatuur hoog genoeg is een signaal naar de klep, zodat deze open blijft. Als het thermokoppel afkoelt, bijvoorbeeld doordat het gas is uitgewaaid, zal de veiligheidsklep dicht gaan. De meeste moderne gasovens hebben een elektronisch ontstekingssysteem. Ook bestaan aanstekingssystemen op basis van een "heet oppervlak" of een "gloeistaaf". Dat is een verwarmingselement dat zo heet wordt dat het gas ontvlamt.

## Merken gasfornuis
In 2016 zijn onder andere de volgende merken gasfornuizen op de markt verkrijgbaar:
- Beko
- Boretti
- Bosch
- Candy
- Etna
- Everglades
- Falcon
- Indesit
- Inventum
- Lofra
- Pelgrim
- Siemens
- SMEG
- Whirlpool